# Zoe Tuckwell-Smith
Zoe Tuckwell-Smith es una actriz australiana, conocida por interpretar a Bec Gilbert en la serie Winners & Losers.

## Biografía
Es hija de Susie y Alan Tuckwell-Smith, sus padres se separaron cuando Zoe tenía apenas cinco años. Creció en Asia y puede hablar con fluidez indonesio. 
En 2003 Zoe se graduó de la prestigiosa National Institute of Dramatic Art "NIDA" con un grado en actuación.
Es muy buena amiga del actor Gyton Grantley y del cantante Wes Carr.
Desde 2009 Zoe sale con el actor Damon Gameau. En junio de 2013 la pareja anunció que estaban esperando a su primer bebé. La pareja le dio la bienvenida a su primera hija Velvet Gameau en noviembre de 2013. La pareja se casó en 2016.

## Carrera
En 2004 interpretó en un episodio a Ella Campbell en la serie médica All Saints.
En 2005 apareció como invitada en la popular serie australiana Home and Away como Lisa Standenish, una ejecutiva de publicidad.
En 2008 participó en Stupid Stupid Man y en The Strip donde interpretó a Cassie Mayo.
En 2009 apareció como personaje invitado en la serie The Cut donde interpretó a Kylie Reed.
Su primer papel importante y principal en la televisión lo obtuvo en 2011 cuando se unió al elenco de la nueva serie Winners & Losers donde actualmente interpreta a Rebecca Gilbert.

## Filmografía
Televisión
| Año             | Título            | Papel                 | Notas                              |
| --------------- | ----------------- | --------------------- | ---------------------------------- |
| 2011 - presente | Winners & Losers  | Rebecca "Bec" Gilbert | 67 episodios                       |
| 2009            | The Cut           | Kylie Reed            | episodio "The Best Sex I Ever Had" |
| 2008            | The Strip         | Cassie Mayo           | episodio # 1.10                    |
| 2008            | Stupid Stupid Man | Gwen                  | episodio "Cogtober"                |
| 2005            | Home and Away     | Lisa Standenish       | episodio # 1.3920                  |
| 2004            | The Cooks         | Anna                  | episodio "Hole Lotta Love"         |
| 2004            | All Saints        | Ella Campbell         | episodio "Out of Focus"            |

Películas
| Año  | Título          | Papel        | Notas                                             |
| ---- | --------------- | ------------ | ------------------------------------------------- |
| 2010 | Primal          | Anja         | junto a Lindsay Farris, Krew Boylan & Wil Traval  |
| 2009 | Cupid           | Lauren       | corto - junto a Richard Brancatisano              |
| 2008 | Cactus          | Sammy        | junto a David Lyons, Travis McMahon & Bryan Brown |
| 2007 | Gone            | Ingrid       | junto a Yvonne Strahovski & Amelia Warner         |
| 2007 | The Audition    | Starlet      | corto - junto a Ben Dalton                        |
| 2005 | Son of the Mask | Mrs. Babcock | -                                                 |

Teatro
| Año        | Obra                                         | Personaje | Director (a)     | Teatro               | Notas                                                     |
| ---------- | -------------------------------------------- | --------- | ---------------- | -------------------- | --------------------------------------------------------- |
| 2008       | The Soldier and the Thief Sit on a Bridge... | -         | Jessica Tuckwell | Old Fitz. Theatre    | junto a Peter Carmody, Jamie Irvine & Oliver Torr         |
| 2007       | Lulie the Iceberg                            | -         | Kim Carpenter    | Sídney Theatre       | junto a Joshua Consandine, Kathryn Puie & Kim Carpenter   |
| 2005, 2006 | The Young Tycoons                            | -         | Michael Pigott   | Darlinghurst Theatre | junto a Nicholas Hammond, Michael Cullen & Jonathan Gavin |
| 2005       | Insular                                      | -         | Alex Broun       | Newtown Theatre      | junto a Trilby Glover                                     |